# Jüdischer Friedhof (Podivín)
Koordinaten: 48° 49′ 48,9″ N, 16° 50′ 51,4″ O

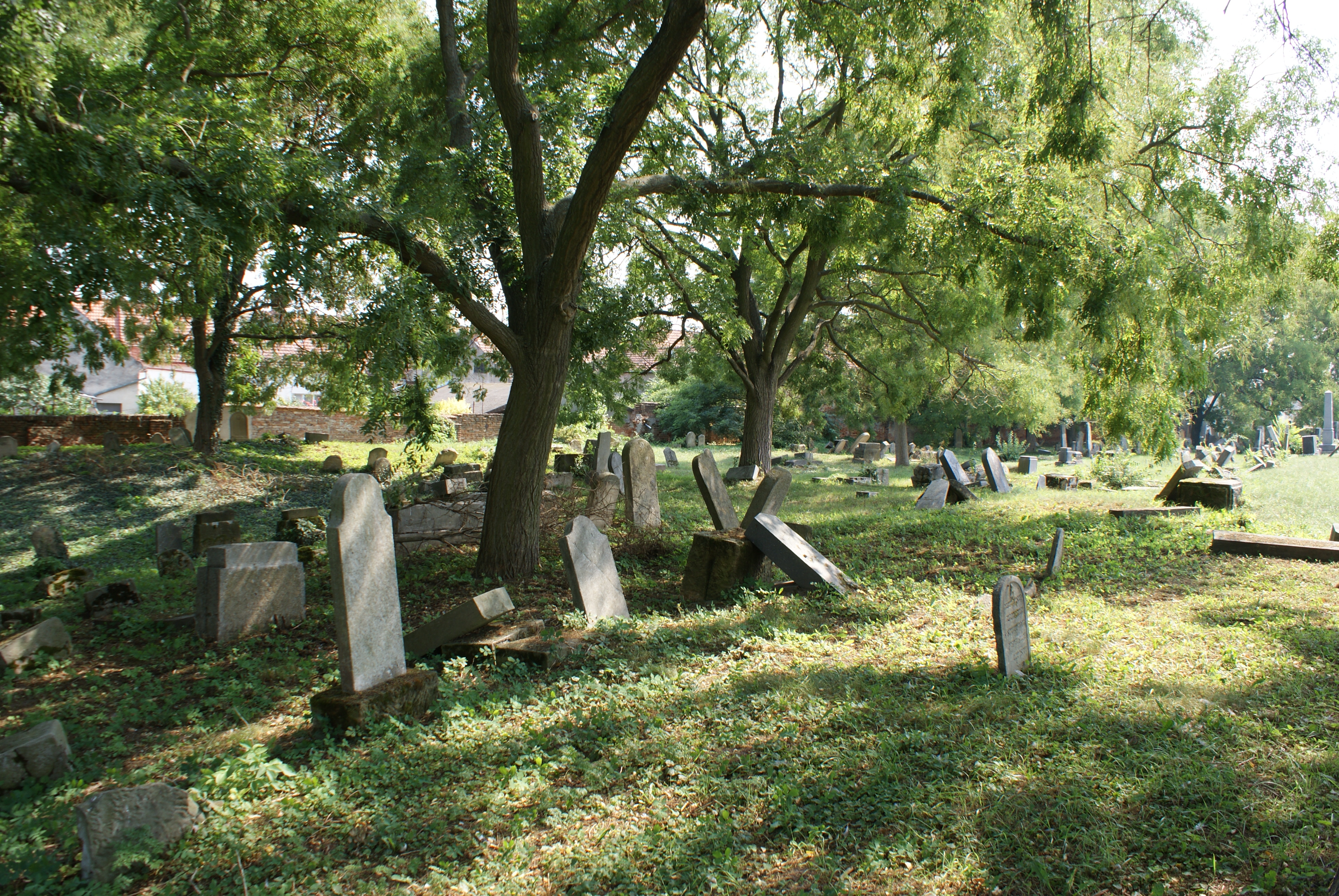
Jüdischer Friedhof in Podivín

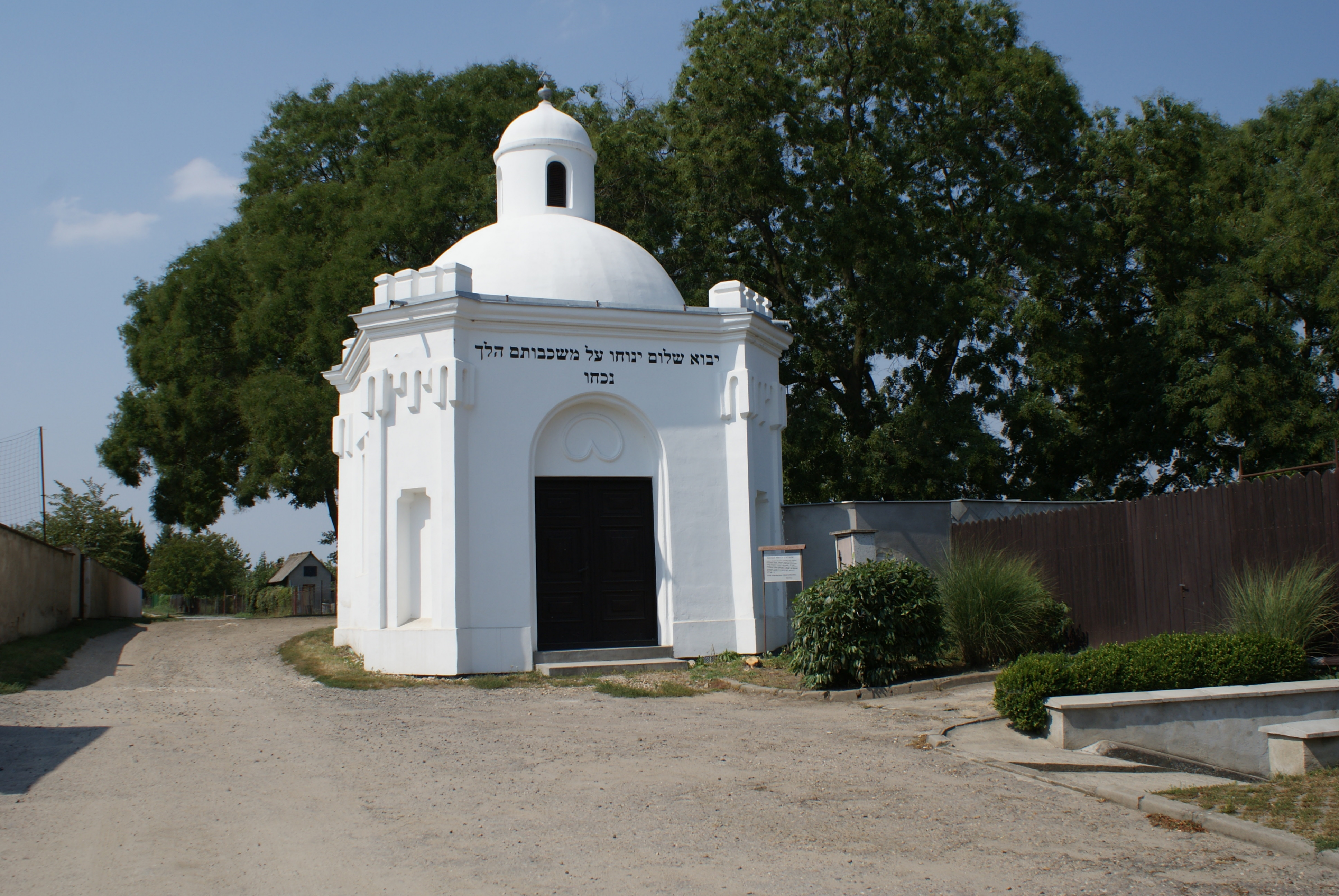
Trauerhalle auf dem Friedhof

Der jüdische Friedhof in Podivín (deutsch Kostel, auch Podiwin), einer südmährischen Stadt in Tschechien, wurde in der zweiten Hälfte des 17. Jahrhunderts angelegt.

## Geschichte
Der jüdische Friedhof im Norden der Stadt ist seit 1988 ein geschütztes Kulturdenkmal.
Auf Friedhof sind heute noch circa 1000 Grabsteine (Mazevot) vorhanden. Der älteste datiert aus dem Jahre 1694.
Die am Eingang liegende Trauerhalle stammt aus der Mitte des 19. Jahrhunderts.